# 沖縄県女子師範学校

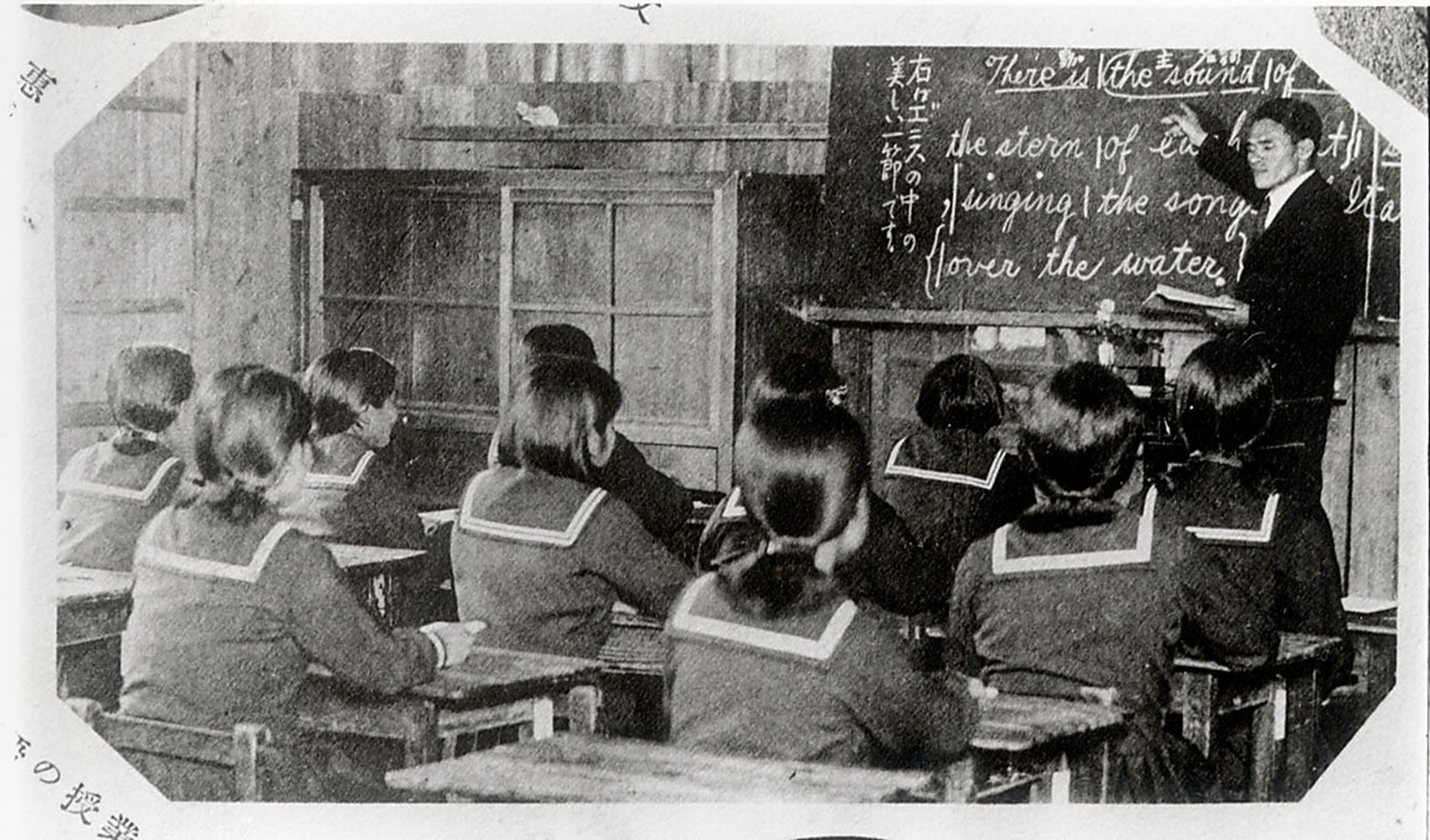
沖縄県女子師範学校・沖縄県立第一高等女学校の英語の授業 (戦前)

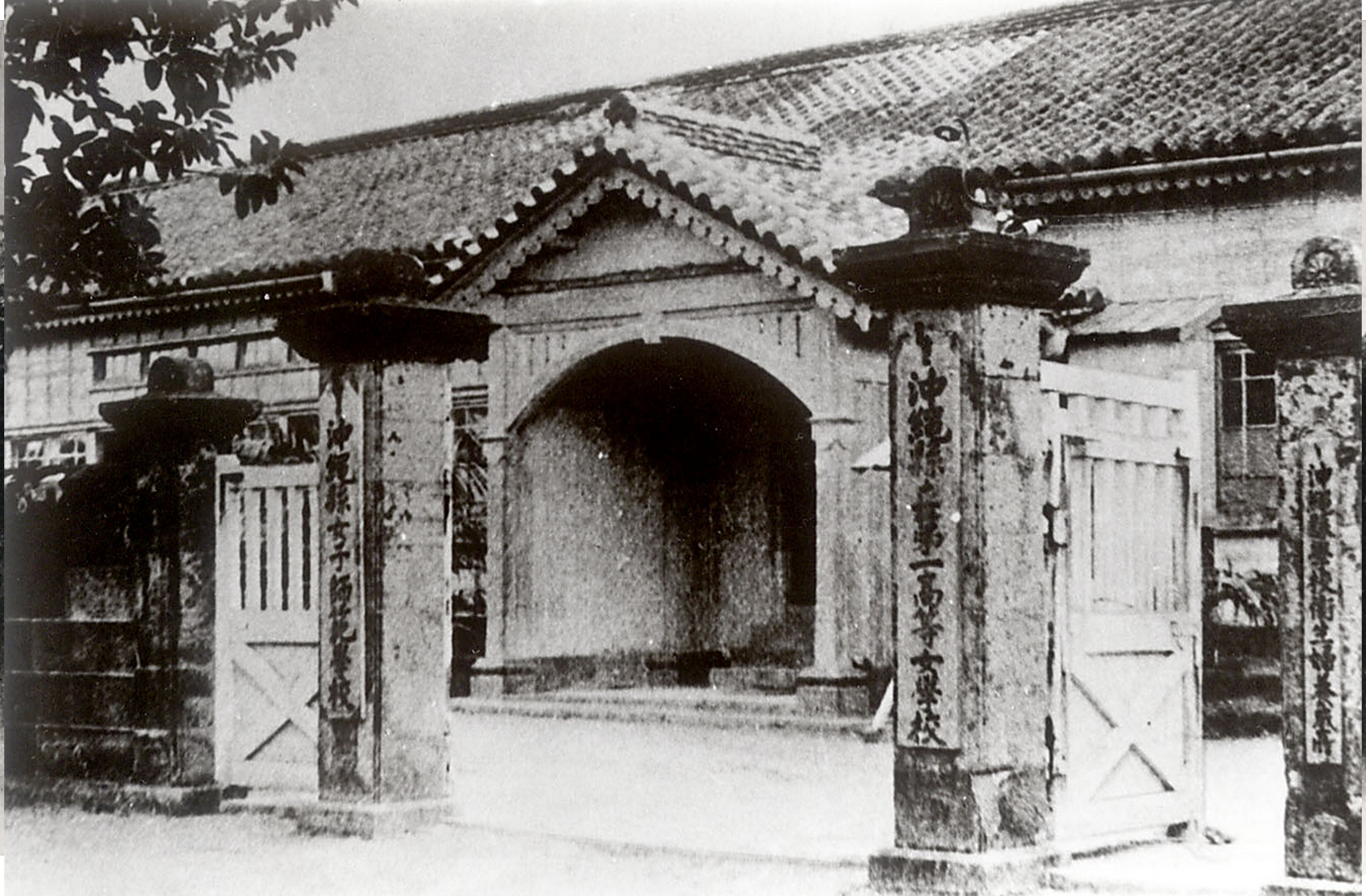
正門には左側に「沖縄県女子師範学校」、右側に「沖縄県立第一高等女学校」と併記されている。

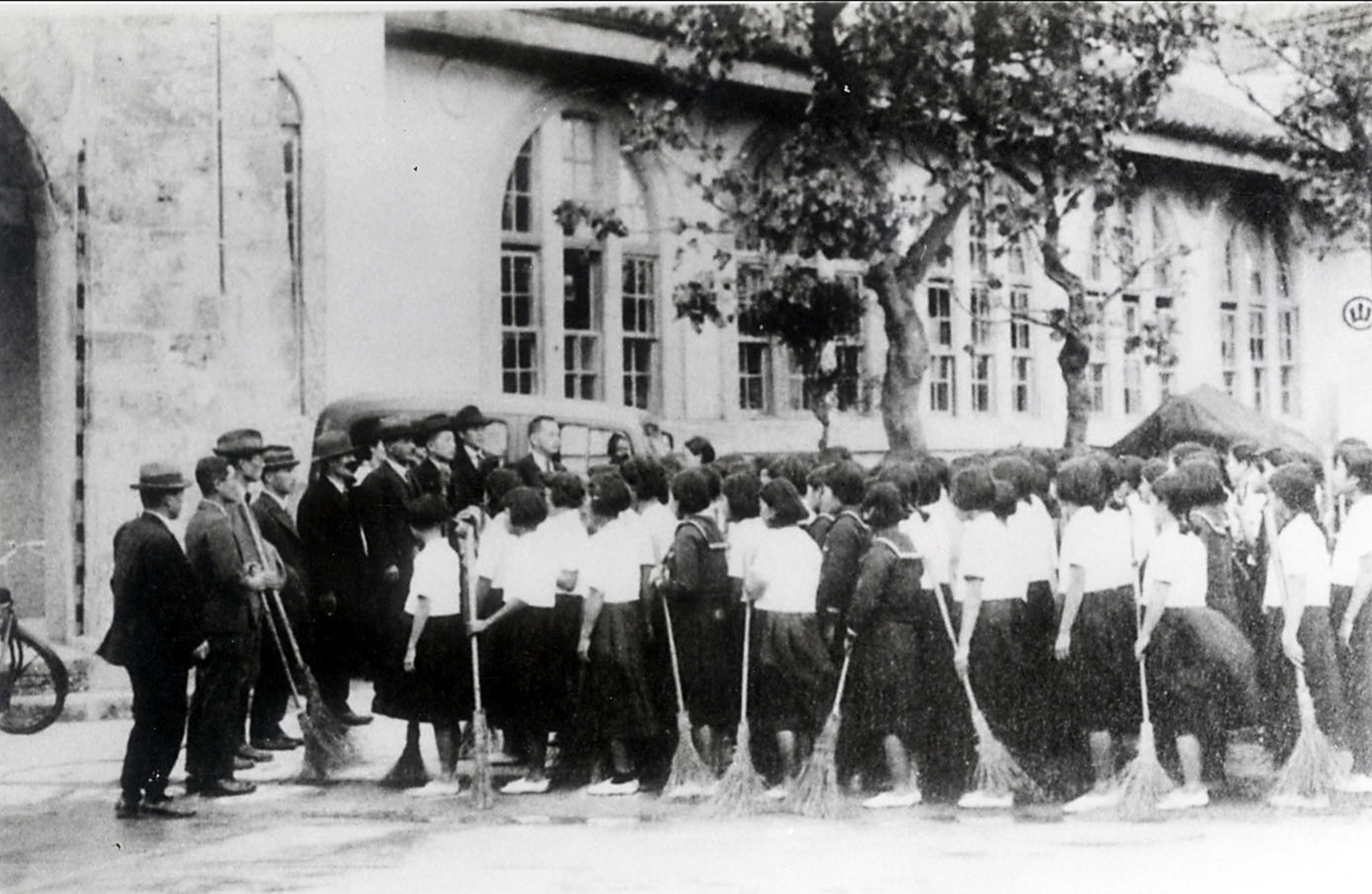
沖縄県立第一高等女学校と沖縄県女子師範学校の勤労作業

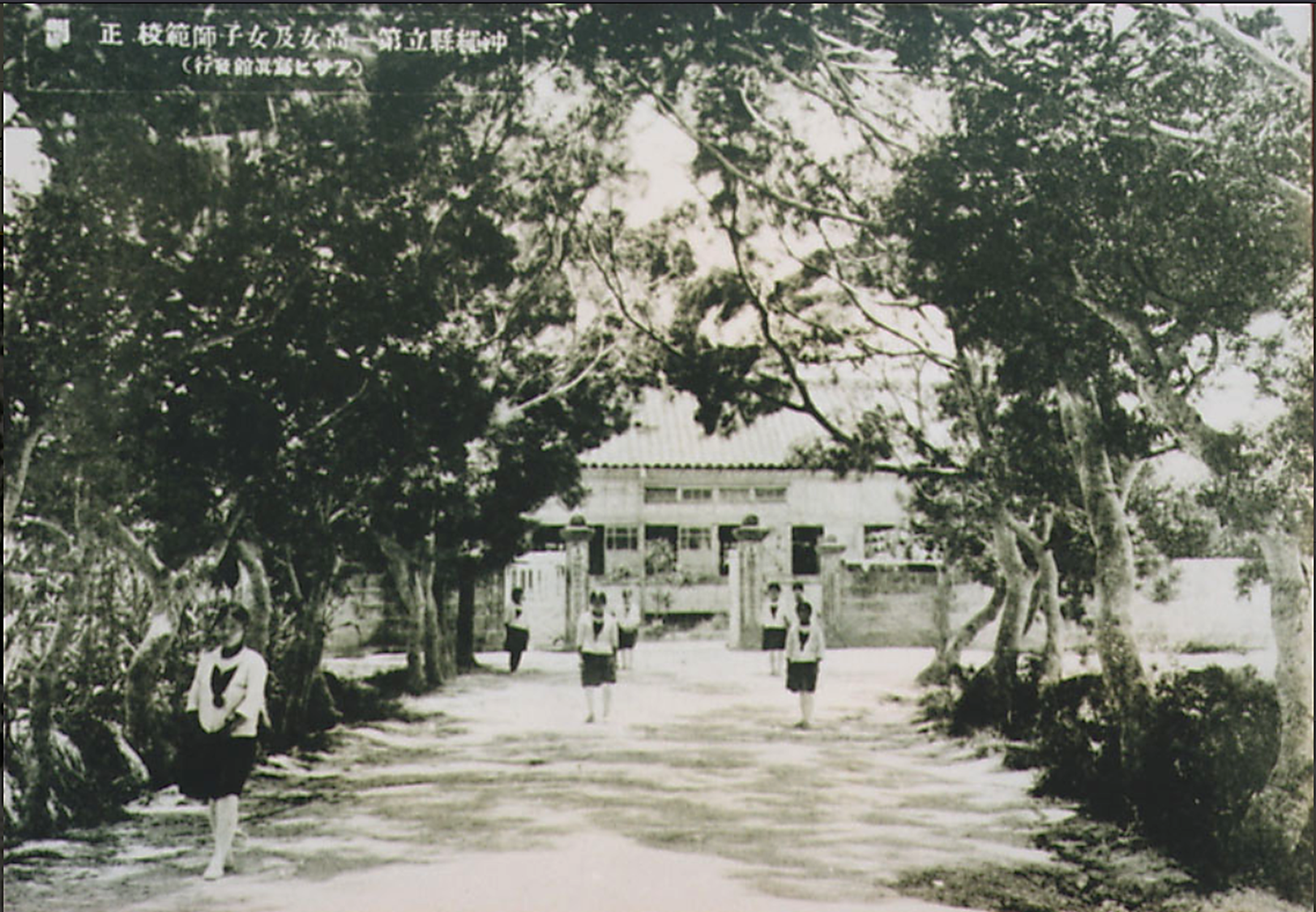
相思樹並木のむこうの正門

沖縄県女子師範学校（おきなわけんじょししはんがっこう）は、沖縄県真和志市（現那覇市真和志）にあった沖縄県立の師範学校である。1896年、県内初の女性教員養成機関として首里にあった沖縄師範学校に女子講習科が設置され、1915年には沖縄県女子師範学校として独立する。1916年には真和志村安里（現・那覇市安里）に移転、沖縄県立第一高等女学校と併設された。1943年、官立に移行して沖縄師範学校女子部となる。沖縄戦では、第一高女とともに学徒隊の看護要員として日本軍に動員され、半数以上が戦死した（ひめゆり学徒隊）。沖縄戦で学舎は壊滅し、戦後は廃校となった。

## 沿革
1872（明治5）年からの琉球併合（琉球処分）をへて、1880年、同化政策の一環として、当時の沖縄県庁によって「普通語」（日本語）の通訳や日本語で教育ができる小学校教員の養成を目指す「会話伝習所」が設置される。半年後、会話伝習所に代わって「沖縄師範学校」が設置される。
1896年4月7日、沖縄県尋常師範学校内に沖縄における初の女性教員育成機関として「女子講習科」が設置される。履修二年で小学校女性教員育成をめざした。
1900年、沖縄県尋常師範学校内に新たに「私立沖縄高等女学校」が設立される。1903年には県に移管され「沖縄県立高等女学校」となり、1907年には那覇市郊外真和志村に建設された新校舎へ移設される。これが沖縄県立第一高等女学校となる。
1910年、師範学校女子講習科は沖縄県師範学校女子部に改名される。
1915年、師範学校内の沖縄県師範学校女子部が沖縄県女子師範学校に改名され独立する。
1916年、師範学校内で学舎を男女で共有することの是非や、財政的な問題等により、女子師範学校は真和志村の高等女学校（後の一高女）に移転、再び両校が併設されることとなる。師範は教員になるための、一高女は普通教育を受けるための学校という枠組みではあるが、学舎を共有し、校長以下教員も兼任となるなど、師女と高女の一本化が進む。
1943年4月1日、沖縄県師範学校と沖縄県女子師範学校を名目上統合し、官立「沖縄師範学校」を設置。首里にある旧沖縄県師範学校校舎を「沖縄師範学校男子部」、真和志にある旧沖縄県女子師範学校校舎を「沖縄師範学校女子部」となす。
1944年3月、真和志の校舎が第32軍の兵舎として接収される。
1945年3月23日、師範学校女子部と第一高等女学校の学徒動員（ひめゆり学徒隊を参照）。

## 学舎
沖縄県女子師範学校は予科3年、本科2年の5年があり女性の教員養成を目的とした。一方で沖縄県立第一高等女学校は修業年限は4年で教養ある女性を目標として設立された。二校はどちらも沖縄県師範学校内に設立されるが、男子部から切り離され真和志村に移設される。1916年に併置校となり、学園内の施設を共有し、同じ先生に学ぶという姉妹校のような関係になった。それゆえに学1945年に動員された二校の徒隊もひめゆり学徒隊として合同した状態で動員されることになった。
沖縄県女子師範学校と沖縄県立第一高等女学校は、沖縄県営鉄道（ケービン鉄道）の安里駅近く、現在の那覇市安里の栄町市場から大道小学校、真和志中学校に至るまでの広大な敷地を有し、約8,000坪の敷地には講堂、寄宿舎、体育館、図書館、農場、同窓会館、また当時沖縄で唯一のプールもあった。師範学校の正門には相思樹の並木通があった。
沖縄県女子師範学校は「女師」、沖縄県立第一高等女学校は「一高女」とよばれた。それぞれ両校の校友会誌は、師範は「白百合」という名で、一高女は「乙姫」という名で発行されていたが、1916年両校が併置された際、校友会誌も統合され、「姫百合」と名づけられた。合同の校歌も二校の生徒が「白百合」と「乙姫」として歌われていた。ひらがなで「ひめゆり」と使うようになったのは戦後だという。
師範学校では学年ごとにおかっぱから三つ編まで髪型が決められ、また当時の女学生の憧れのまとであったセーラー服が採用されていたが、戦争が始まる1941年には、物資不足のためヘチマ襟にかわった。また英語の授業もなくなった。

## 参考項目
- 沖縄戦 > 沖縄の学徒隊 > ひめゆり学徒隊 > ひめゆり平和祈念資料館
- 師範学校
- 旧制中等教育学校の一覧 (沖縄県) > 沖縄師範学校、沖縄県立第一高等女学校